# シカンダル・ケール
シカンダル・ケール（Sikandar Kher、1982年10月31日 - ）は、インドの俳優。

## 人物
ガウタム・ベリーとキロン・ケールの息子として生まれる。1985年に両親が離婚し、母キロンがアヌパム・ケールと再婚したためケール姓になった。アヌパムとは母との再婚前から交流があったため、親子になってからも関係は良好だった。2016年1月にソーナム・カプールの従姉妹プリヤー・シンと婚約したが、3月に破局したことが報じられた。

## キャリア
継父アヌパムの俳優養成所で演技を学び、学士号を取得するため国立演劇学校の6か月短期コースを受講した。また、ノイダにある映画テレビ・アジア・アカデミーの国際映画テレビ・クラブの会員でもある。学校を卒業した後はヤシュ・チョープラーの『Dil To Pagal Hai』、サンジャイ・リーラー・バンサーリーの『デーヴダース』にアシスタントとして製作に参加した。
2008年にサンジャイ・グプタに起用されて『Woodstock Villa』で主演を務め、知名度を上げた。ザ・タイムズ・オブ・インディアはシカンダルがスクリーン上で存在感を示したと批評し、ラジーヴ・マサンドは映画を酷評する一方でシカンダルの演技については「魅力的な存在感と深く印象に残るようなセリフのやり取りがあった」と評価している。これ以降はアッバス＝ムスタンの『ゴールド・プレイヤーズ』やアーディティヤ・チョープラーの『Aurangzeb』などに助演俳優として出演している。

## フィルモグラフィー

### 映画
- Woodstock Villa（2008年）
- Summer 2007（2008年）
- Khelein Hum Jee Jaan Sey（2010年）
- ゴールド・プレイヤーズ（英語版）（2012年）
- Aurangzeb（2013年）
- Tere Bin Laden: Dead or Alive（2016年）
- Milan Talkies（2019年）
- Romeo Akbar Walter（2019年）
- The Zoya Factor（2019年）
- モンキーマン（2024年）

### テレビシリーズ
- 24（2016年）
- Sense8（2017年）
- シタデル ハニー バニー（英語版）（2024年）